# Márquez (apellido)
Márquez es un apellido patronímico, de origen vasco de la provincia de Vizcaya, la forma Marques sería una variante (debido al reajuste de las sibilantes del idioma español) como la de otros tantos apellidos que varían entre "s" y "z". Como otros tantos apellidos españoles existen diversas propuestas de su origen, y poca certeza. La terminación -ez podría estar relacionada con el formativo antroponímico típico del español, aunque se han hecho otras interpretaciones.
Se tiene constancia de caballeros con este apellido que probaron su hidalguía en la Real Audiencia y Chancillería de Valladolid, según consta en los archivos de esta institución. Se sabe que los Márquez tuvieron radicación en Las Islas Canarias, Extremadura, Andalucía y Granada. Fue así como el cognomen patronímico fue Márquez en Valencia y Andalucía, Marques de Aragón y Castilla y Marquet en Cataluña y Baleares, mudando la “s” en “z” o “t” según la pronunciación de la región en donde se establecía. Habrían llegado a América hacia el siglo XVI, durante la Conquista, estableciéndose y expandiéndose por países americanos, como México, Ecuador, Perú y Chile.

## Escudo
En campo de gules, un castillo de oro y en su torre de homenaje una bandera de plata cargada con una cruz de Calatrava de gules, escudo verado de oro y azur de cinco órdenes, y brochante sobre el todo, una banda de plata, cargada de tres leones de gules.